# Marcel Tillard
Pour les articles homonymes, voir Tillard.
Marcel Tillard est un illustrateur français né à Orléans le 27 septembre 1913 et décédé dans cette ville le 29 avril 1981.

## Biographie
Après avoir étudié les Beaux-Arts à Tours puis à Paris, à la Libération, il illustre de nombreux ouvrages destinés à la jeunesse dont Gil Blas, Le Roman de Renart, Gargantua, puis travaille dans le quotidien français Ce Soir.
À partir de 1952, il signe dans L'Humanité, 410 bandes de grand format divisées en quatre « chronicques » illustrant un conte moyenâgeux de Jean-Pierre Chabrol Le Barlafré. Le personnage principal, Brassebeuf, emprunte ses traits à Georges Brassens. Le succès entraîna une suite de rééditions : en album en 1955 par L'Humanité, en 1978 par les éditions La Farandole puis en 1994 par Pressibus. 
En 1962, ses illustrations de En gnomobile à travers l'Amérique sont retenues pour une édition en langue anglaise du conte d'Upton Sinclair sous le titre The gnomobile. Ce fut la seule diffusion de ses œuvres dans les pays anglophones.
En 1976, il illustre, sur un scénario de Jean Ollivier, Les Contes d'un buveur de bière adaptés par son épouse Lucette Martin.
Certaines de ses bandes dessinées sont reprises dans la presse régionale communiste comme L'Écho du Centre et Gargantua parut en 1994 dans La Nouvelle République du Centre-Ouest.
Il a aussi illustré des contes pour enfants pour les Éditions Vaillant vers la fin des années 1950, ainsi que des auteurs publiés par les éditions La Farandole.

## Œuvres
- Liste non exhaustive d'ouvrages dont il a réalisé les illustrations dont la presque totalité des titres a été trouvée sur des sites de vente en ligne.
- 1947 : Roger Ferrand : L'homme aux mille ruses, numéro 40 de la collection «Jeunesse héroïque» aux Éditions d'hier et d'aujourd'hui
- 1947 : Roger Ferrand : Le butin surprise, numéro 43 de la collection «Jeunesse héroïque» aux Éditions d'hier et d'Aujourd'hui
- 1947 : Roger Ferrand : Révolte à la centrale d'Eysses, numéro 45 de la collection «Jeunesse héroïque» aux Éditions d'hier et d'Aujourd'hui
- 1949 : Paul Jammes : Le testament du Père Timothée
- 1952 : Jean-Pierre Chabrol : Le Barlafré dans le journal L'Humanité
- 1954 : Jean Ollivier : Chasse marée et boucaniers, Impressions Rapides Éditeurs
- 1954 : Luda Schnitzer : Cent mille flèches, trois légendes chinoises, Impressions Rapides Éditeurs
- 1955 : Luda Schnitzer : Le cordonnier de Bagdad, le chasseur et le roc noir, messages secrets, contes d'Orient, Impressions Rapides Éditeurs[2]
- 1956 : Livre disque Pierre et le loup de Serge Prokofiev dit par Gérard Philipe édité par Le Chant du Monde
- 1956 : Luda Schnitzer : Le Forgeron sorcier et autres contes de métiers, Impressions Rapides Éditeurs[3]
- 1959 : Upton Sinclair : En gnomobile à travers l'Amérique
- 1960 : Recto de la pochette du disque Le chat qui s'en va tout seul édité par Le Chant du Monde
- 1961 : Annie Fournier : Le petit âne de Rouffignac, Éditions La Farandole, coll. « Mille images »
- 1961 : Luda Schnitzer : Le Dernier gabarier - contes de métiers, Éditions La Farandole, coll. « Jour de fête » [4]
- 1962 : Upton Sinclair : The gnomobile édition en langue anglaise. Bobbs -Merrill Co., Inc; Reprint edition
- 1962 : A. Dupuis : La capture du feu édité par Fernand Nathan
- 1976 : Charles Deulin : Contes d'un buveur de bière. Condé-sur-Escaut. Imprimerie Carlo Descamps - Blondel
- 1977 : Charles Deulin : Contes du roi Cambrinus. Éditeur G. Blondel
- 1978 : Charles Deulin : Contes et histoires de Petite Ville. Éditeur G. Blondel